# 210 f.Kr.

## Händelser

### Efter plats

#### Romerska republiken
- Efter att hans far Publius Cornelius Scipio och hans farbror Gnaeus Cornelius Scipio Calvus har stupat i strid med karthagerna tar den unge Publius Cornelius Scipio över befälet över de romerska trupperna i Spanien. Hans utnämning visar på den romerska senatens missnöje över propraetorn Gaius Claudius Neros (dåvarande befälhavare i Spanien norr om floden Ebro) försiktiga strategi.
- Den svält och inflation, som hotar Rom, avhjälps något i och med den romerska pacificeringen av Sicilien.
- Den karthagiske generalen Hannibal bevisar sin taktiska överlägsenhet genom att tillfoga en prokonsulär armé ett förkrossande nederlag vid Herdonia i Apulien och döda konsuln Gnaeus Fulvius Centumalus Maximus.
- Den romerske generalen Marcus Claudius Marcellus väljs till konsul för fjärde gången och erövrar Salapia i Apulien, som har gjort uppror och gått med på Hannibals sida.

#### Egypten
- Kung Ptolemaios IV:s hustru Arsinoe III föder den blivande kungen Ptolemaios V. Därefter blir hon isolerad i palatset, medan Ptolemaios depraverade manliga och kvinnliga favoriter förstör både kungen hans egyptiska regering. Trots att Arsinoe III ogillar hovets tarvliga tillstånd lyckas hon inte utöva något inflytande för att ändra situationen.

#### Grekland
- Efter att ha allierat sig med Hannibal anfaller Filip V av Makedonien de romerska ställningarna i Illyrien, men misslyckas med att erövra både Korkyra och Apollonien, som skyddas av den romerska flottan. Roms överhöghet till sjöss förhindrar att han lämnar något aktivt bistånd över huvud taget till sina karthagiska allierade i Italien. Aitolierna, Sparta och kung Attalus I av Pergamon går med romarna i kriget mot Filip V och denna koalition är så stark att han tvingas sluta anfalla romarnas territorier.

#### Kina
- Qin Er Shi blir kejsare av den kinesiska Qindynastin.
- Terrakottaarmén i kejsar Qin Shi Huangdis mausoleum i Lintong i Shaanxi färdigställs omkring detta år.

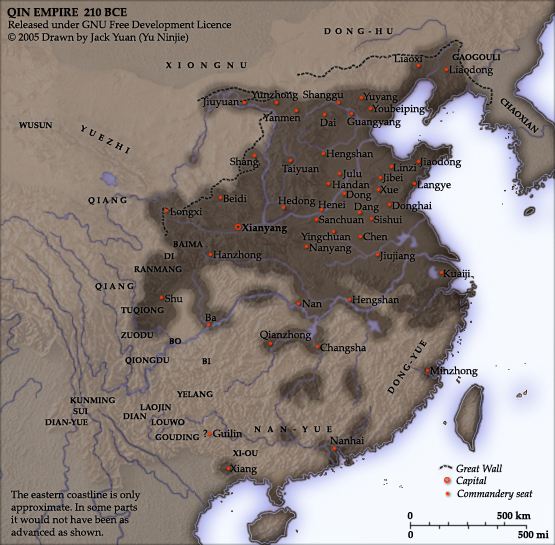
Det kinesiska Qinriket 210 f.Kr.

## Födda
- Han Huidi, den andre kejsaren av den kinesiska Handynastin

## Avlidna
- 10 september – Qin Shi Huang, den förste kejsaren av Kina (född 259 f.Kr.)
- Fu Su, förste son och närmaste arvinge till Qin Shi Huang
- Meng Tian, general av den kinesiska Qindynastin